# Museu da Diversidade Sexual
O Museu da Diversidade Sexual (MDS) é um museu de arte brasileiro. Foi criado em 2012, pela Secretaria da Cultura, Economia e Indústria Criativas do Estado de São Paulo, com o intuito de difundir e salvaguardar a memória e cultura da população LGBTQIA+ no Brasil. O museu conta com exposições de curta e média duração, com itens variados entre objetos e documentos históricos, pinturas, fotografias, vídeos e outras produções da comunidade LGBTQIA+.
Recentemente, teve seu espaço físico ampliado e conta com mais de 500m² dentro da estação República da linha 3-Vermelha do  Metrô de São Paulo. É um dos três únicos museus com temática LGBT do mundo, juntamente com o Schwules Museum, em Berlim, na Alemanha, e o The GLBT History Museum, em San Francisco, nos Estados Unidos.Além disso, disponibiliza exposições virtuais que podem ser acessadas de qualquer lugar do mundo gratuitamente pelo Google Arts and Culture.
Em 2020, quando os museus de São Paulo passaram a disponibilizar seus acervos de maneira virtual devido à pandemia de Covid-19, o MDS foi o segundo mais visitado com 2,3 milhões de acessos.

## História
O museu foi criado em 25 de maio de 2012, a partir do decreto 58.075 da Secretaria de Cultura do Estado de São Paulo como Centro de Cultura, Memória e Estudos da Diversidade Sexual do Estado de São Paulo, localizado no Metrô República. É o primeiro museu na América Latina e em todo o hemisfério sul com essa temática. O objetivo do museu é preservar a história e cultura da comunidade LGBT, bem como valorizar a importância da diversidade sexual na construção social e cultural no Brasil. O museu foca em abrir espaço para artistas que discutem essa temática, junto ao ativismo político e legado sociocultural e preservar e dilvugar a memória da cultura LGBT. Com exposições itinerantes, o museu também promove e divulga exposições em outra cidades do Estado de São Paulo e trabalha em parceria com organizações que promovem  discussão contra a homofobia, como na exposição "Homofobia Fora de Moda", feita em parceria com a Casa de Criadores e a exposição "O T da Questão", em comemoração ao Dia da Visibilidade Trans, em parceria com a Secretaria da Defesa e da Justiça da Cidadania.

## Acervo
Seu acervo está localizado no Metrô República. É uma Organização Social que apresenta vínculo com a Assessoria de cultura para Gêneros e Etnias da secretaria da cultura de São Paulo. Foi criado com o objetivo de preservar o patrimônio sócio, político e cultural da comunidade LGBT do Brasil. Apresenta referências materiais e imateriais sobre a trajetória LGBT. Tenta passar para o público uma conscientização sobre a importância do respeito e a valorização da diversidade sexual. Suas exposições são temporárias e muito dinâmicas ,já passaram por lá exposições como, "As representações LGBT na música brasileira" que foi exposta nos dias 08 e 15 de outubro de 2016,relacionando MPB e diversidade sexual. "Caio Mon Amour" ,criada em homenagem aos 20 anos da morte do escritor Caio Fernando Abreu,com a importância de se reforçar a existência de autores homossexuais consagrados na literatura.
- O T da Questão (30 de janeiro a 7 de abril de 2013):[14] fotos de Eduardo Moraes, sobre a cultura dos travestis, transexuais e transgêneros do Estado de São Paulo;
- Crisálidas (30 de maio a 29 de setembro de 2013):[15] fotografias por Madalena Schwartz (1921-1993), composta por retratos de transformistas, travestis e personagens do teatro underground paulista durante os anos 1970;
- Moda e Diversidade (29 de novembro de 2013 a 24 de maio de 2014):[16] a exposição explorou temas universais como o amor, representado pelas relações entre casais, heterossexuais e homossexuais, transexualidade, retratada pela modelo internacional Lea T;
- Diversidade Futebol Clube (11 de junho a 2 de novembro de 2014):[17] a exposição fala sobre a diversidade sexual dentro do futebol, os problemas que já houve com homofobia, e seu apoio hoje em dia pela diversidade;
- Darcy Penteado, o Observador Humano (29 de janeiro a 8 de maio de 2016):[18] a exposição conta a história de Darcy Penteado, sua dificuldade ao assumir sua sexualidade na época e seu orgulho por isso.
- Sonhar o Mundo (17 de maio a 27 de agosto de 2016):[19] celebra o reconhecimento da diversidade sexual e de gênero como parte dos Direitos Humanos e as lutas por igualdade ao redor do mundo;
- CAIO mon amor (11 de setembro de 2016 a 28 de janeiro de 2017):[13] a exposição fala sobre a trajetória do autor Caio Fernando de Abreu durante a sua carreira, conta suas dificuldades enfrentadas por ser um autor homossexual e do seu grande reconhecimento na área mesmo sendo uns dos únicos assumidos;
- Será que el_ é? (18 de fevereiro de 2017 a 27 de maio de 2017):[20] exposição inspirada no carnaval que faz relação histórica entre a comunidade LGBT e a maior manifestação cultural do Brasil. A ideia do nome surgiu com a letra da famosa marchinha de carnaval que foi referencia nos bailes carnavalescos dos anos 60. O objetivo da exposição aponta a importância da diversidade na construção do carnaval,uma época do ano onde muitos se sentiam a vontade para expor suas escolhas muitas vezes oprimidas durante o ano ,sem medo da opressão;[21]
- Mostra Solidão (10 de outubro de 2017 a 13 de janeiro de 2018):[22] exposição curada por Duilio Ferronato e Eduardo Besen e tendo como tema a exclusão social experienciada por jovens e idosos LGBT;[23]
- Exposição Tarja Preta (24 de janeiro de 2018 a 5 de maio de 2018):[24] exposição de fotos dos anos 1970 a 1990, com foco em artistas LGBT da época;
- Com Muito Orgulho (25 de maio de 2018 a 1º de setembro de 2018):[25] exposição de fotos da Parada do Orgulho LGBT de vários países;
- Textão (6 de novembro de 2018 a 12 de janeiro de 2019):[26] exposição de vários textos em diferentes línguas explorando a ideia do poder que a palavra tem na sociedade para elicitar mudança;
- Plural 24h (24 de janeiro de 2019 a 11 de maio de 2019):[27] mostra que aborda a vida cotidiana das pessoas LGBT, através de fotografias e desenhos;
- Devassos no Paraíso: o Brasil mostra sua cara (8 de junho de 2019 a 23 de setembro de 2019):[28] exposição em homenagem a obra homônima de João Silvério Trevisan;

### Mostra Diversa
A Mostra Diversa é uma exposição que acontece a cada dois anos e dá destaque a novos artistas com a exposição de obras que exploram a ideia de diversidade sexual e de gênero. A Primeira Mostra Diversa ocorreu entre 17 de junho e 20 de dezembro de 2015 e contou com um mural de fotos da série Doces Barbas, além de poesias, pinturas e outras obras sobre o tema.  Entre junho e setembro de 2017 ocorreu a Segunda Mostra Diversa, que teve 70 obras inscritas para participação, sendo que destas, 17 foram selecionadas, incluindo ensaio da cartunista Laerte Coutinho.
A Terceira Mostra Diversa ocorreu entre outubro de 2019 e janeiro de 2020, e contou com 19 projetos, selecionados entre mais de cem inscrições. Um dos temas principais desta Mostra foi a discriminação e violência sofrida pelo público LGBT.

### Queerentena
Em 9 de abril de 2020, devido à quarentena em vigor em razão do COVID-19, o Museu da Diversidade Sexual anunciou, através de postagem no Instagram, sua primeira exibição virtual, chamada "Queerentena". A chamada para inscrição ficou aberta até dia 15 de abril de 2020.

## A Diversidade e a Política
Apesar de existirem somente dois museus semelhantes no mundo, apenas 4% do público do seu público é composto por turistas estrangeiros.
O espaço destinado à exposição da memória e da arte LGBT é importante para a disseminação da cultura, pois o tema encontra dificuldades em espaços mais tradicionais e também pelo acesso tardio da cultura LGBT dentro do cenário brasileiro.

## Planos de expansão do Museu
Em 2014, a Secretaria de Cultura do Estado de São Paulo durante a gestão do governador Geraldo Alckmin criou uma concorrência no PROAC para transferir o museu para a Residência de Franco de Melo, localizada na Avenida Paulista, a partir do Concurso de Apoio a Projetos para Restauração de Imóveis Tombados pelo Condephaat. O projeto contemplaria área para o acervo, administrativo, café, teatro e espaço para eventos. O imóvel se encontra em condições de desgaste, sem o investimento necessário para sua manutenção, por isso o projeto precisou de revisão do escritório Hereñu + Ferroni Arquitetos, empresa que ganhou a concorrência. O imóvel se encontra em litígio na justiça pelo tombamento do imóvel impossibilitou a implantação do museu neste endereço. Atualmente, o imóvel ainda continua como residência particular e a Associação da Parada do Orgulho GLBT de São Paulo promoveu um abaixo assinado para que a Prefeitura de São Paulo desse continuidade neste projeto. Todavia, o governo estadual desistiu de transferir o Museu da Diversidade Sexual para o casarão e prometeu ceder o local à um museu de gastronomia.
Em dezembro de 2021, o governo do estado anunciou novos planos de expansão do museu. Dessa vez, a área na Estação República do Metrô, que atualmente é de 100 m², deverá ser ampliada para 540 m² com o investimento de R$ 9 milhões para as obras. A inauguração está prevista para julho de 2022.
No dia 12 de abril de 2022, uma decisão da justiça de São Paulo suspendeu um contrato de cerca de R$ 30 milhões entre o governo do estado e o Instituto Odeon para a expansão do museu, anunciada pelo estado em dezembro de 2021.
No dia 30 de abril de 2022, o museu foi fechado por tempo indeterminado pelo acatamento judicial de uma denúncia feita pelo deputado Gil Diniz (PL) por supostas irregularidades envolvendo a organização social que gerencia o local. A Secretaria de Cultura e Economia Criativa do Estado de São Paulo divulgou nota dizendo que vai recorrer na justiça.
Em 29 de fevereiro de 2024, o museu demitiu 12 dos 30 funcionários, deixando as áreas de educação e museologia ficaram sem nenhum profissional.

## Galeria

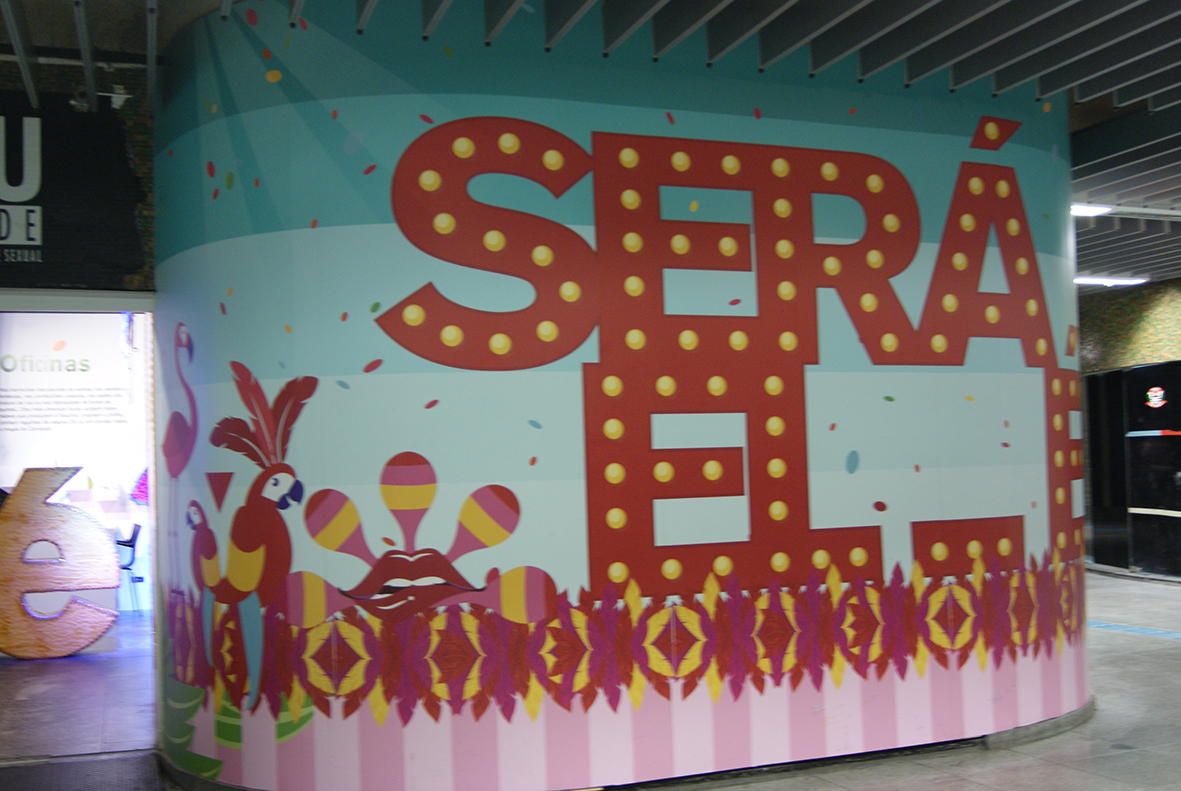
Exposição "Será Que El_ É?"
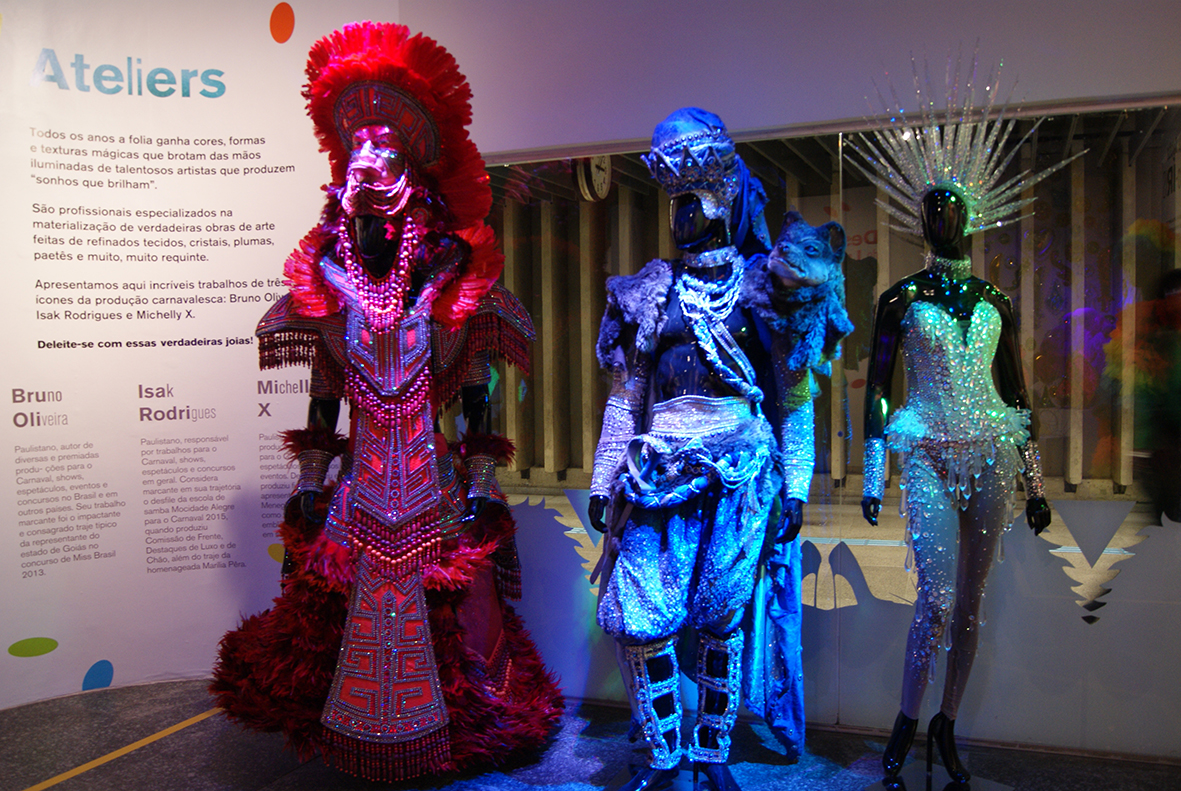
Acervo Museu da Diversidade Sexual
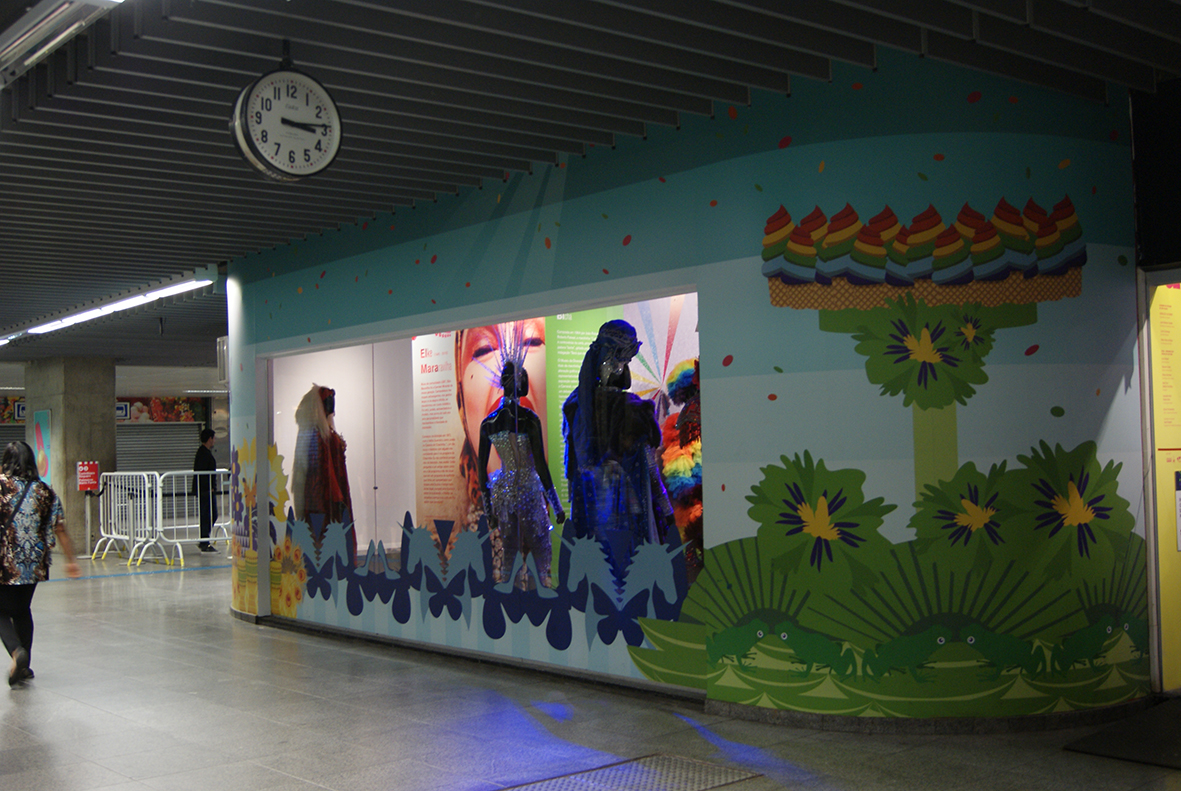
Fachada do Museu da Diversidade Sexual
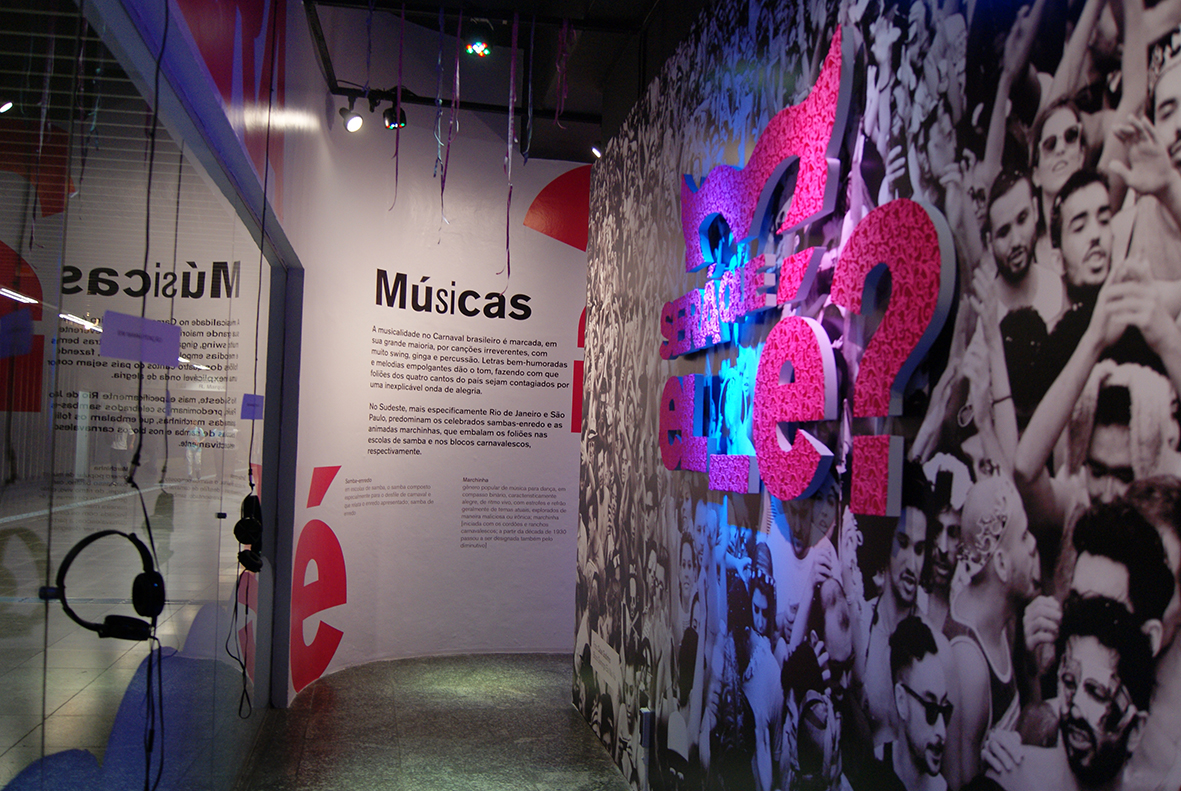
Vitrine do Museu da Diversidade Sexual
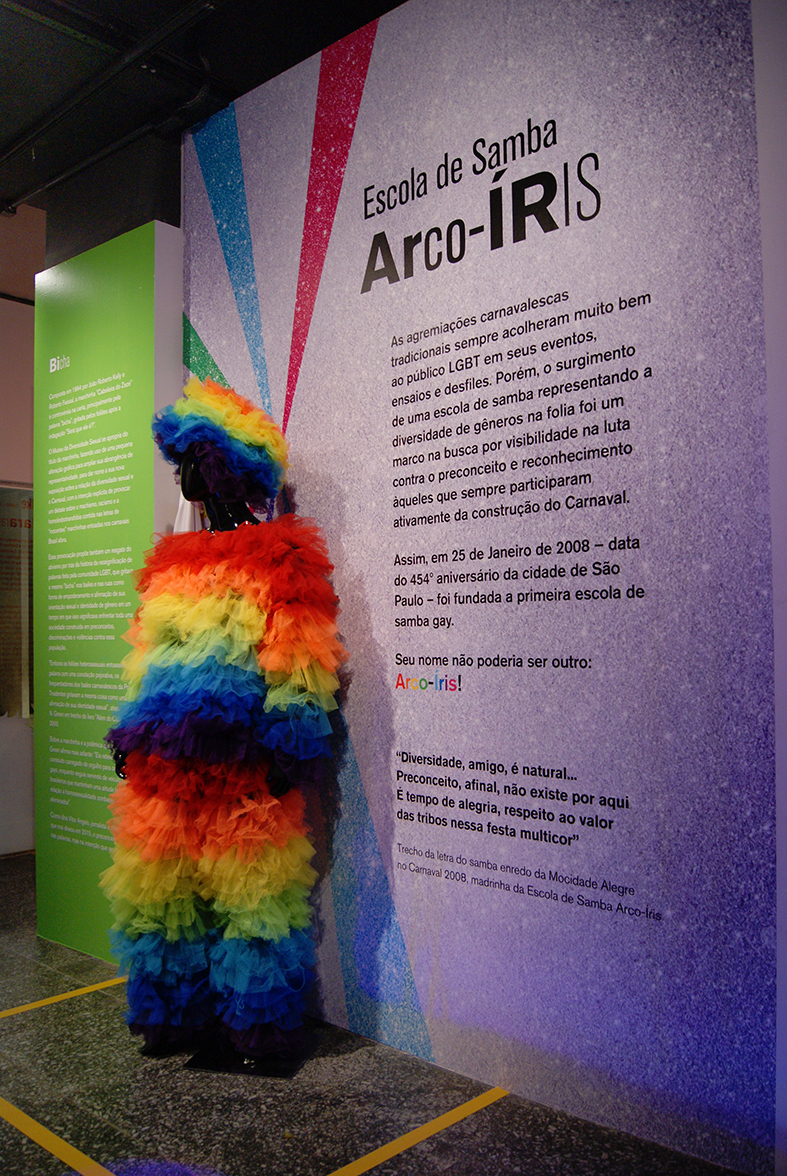
Acervo Museu da Diversidade Sexual
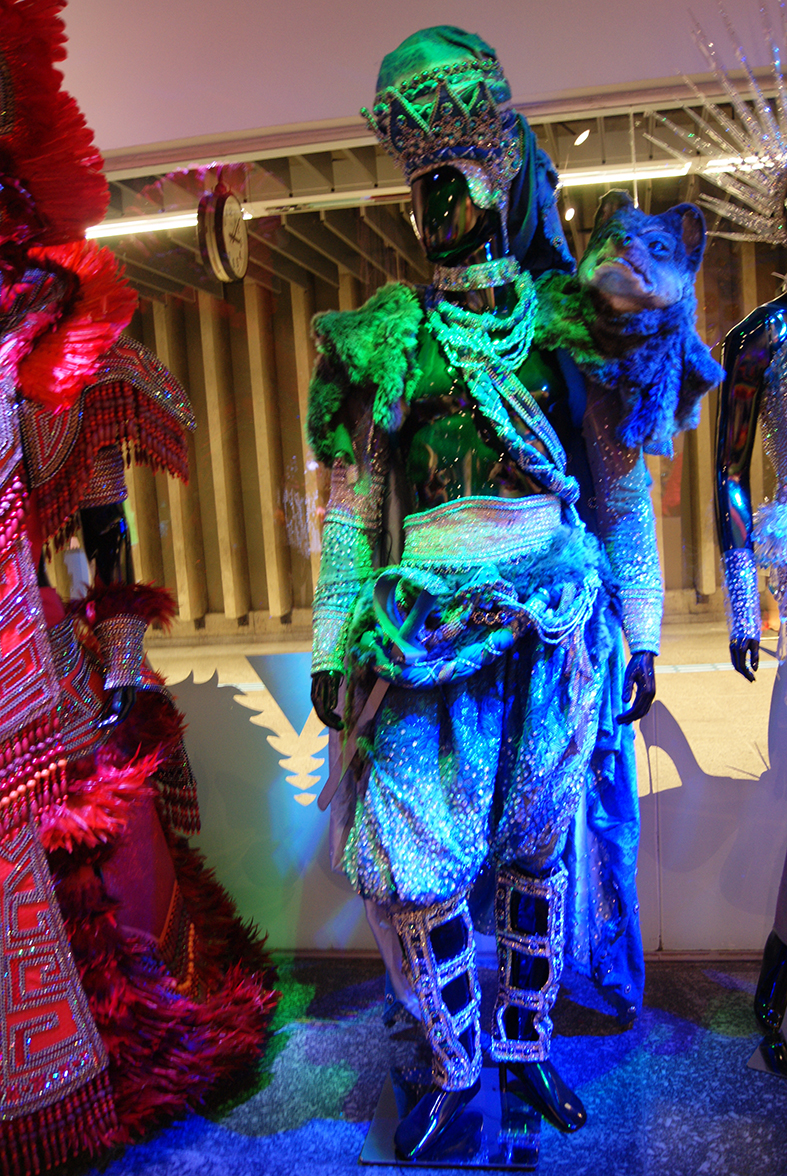
Acervo Museu da Diversidade Sexual
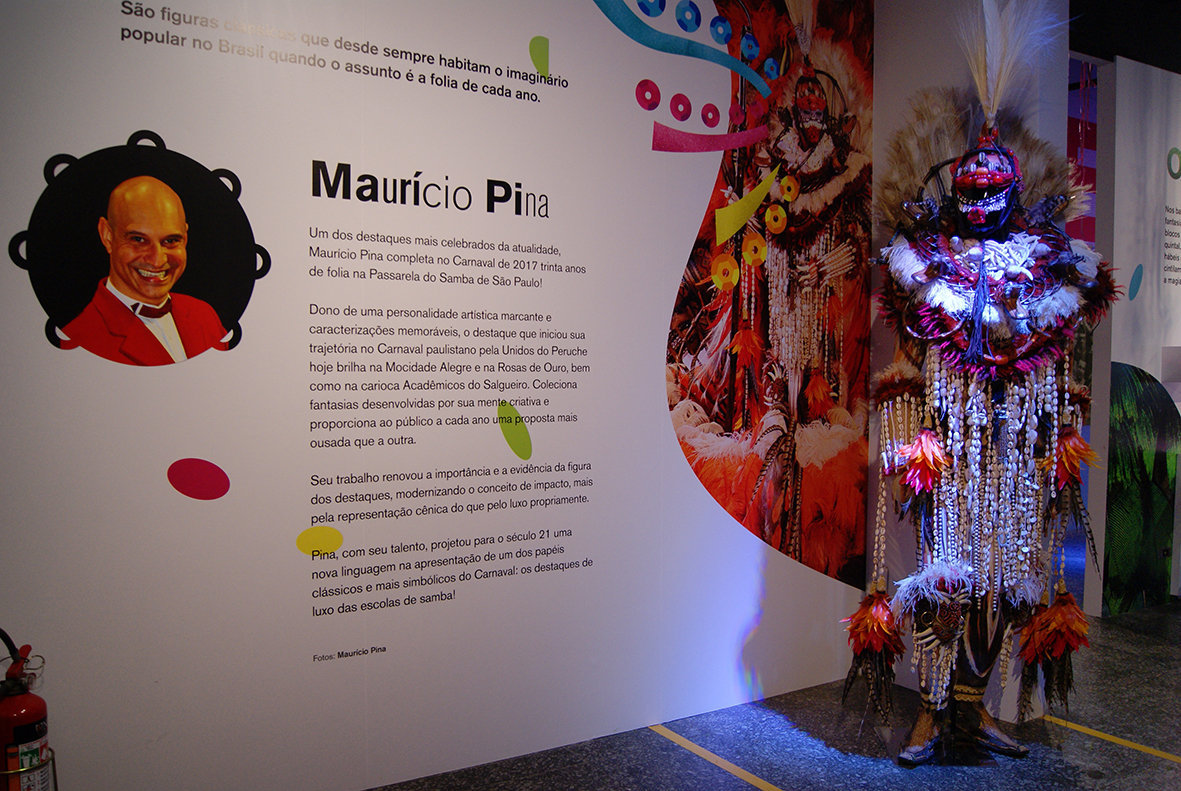
Acervo e painel explicativo
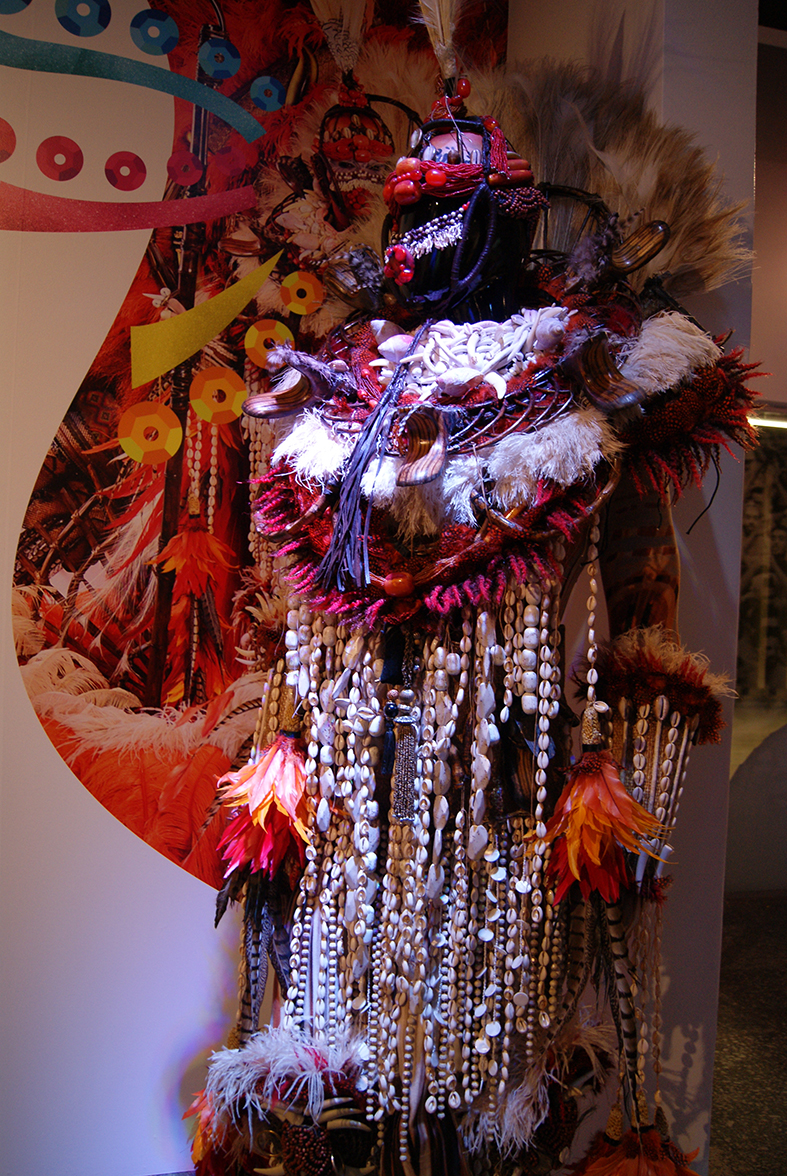
Acervo do Museu da Diversidade Sexual